# Mormyrus tenuirostris
Mormyrus tenuirostris là một loài cá thuộc họ Mormyridae. Nó là loài đặc hữu của Kenya. Môi trường sống tự nhiên của nó là các con sông.